# Csólyospálos
Csólyospálos – wieś i gmina w południowej części Węgier, w pobliżu miasta Kiskunmajsa.
Miejscowość leży na obszarze Wielkiej Niziny Węgierskiej, w komitacie Bács-Kiskun, w powiecie Kiskunmajsa.
Gmina Csólyospálos liczy 1699 mieszkańców (2009) i zajmuje obszar 65,1 km².